# Lonicera chamissoi
Lonicera chamissoi är en kaprifolväxtart som beskrevs av Aleksandr Andrejevitj Bunge. Lonicera chamissoi ingår i släktet tryar, och familjen kaprifolväxter. Inga underarter finns listade i Catalogue of Life.

## Bildgalleri

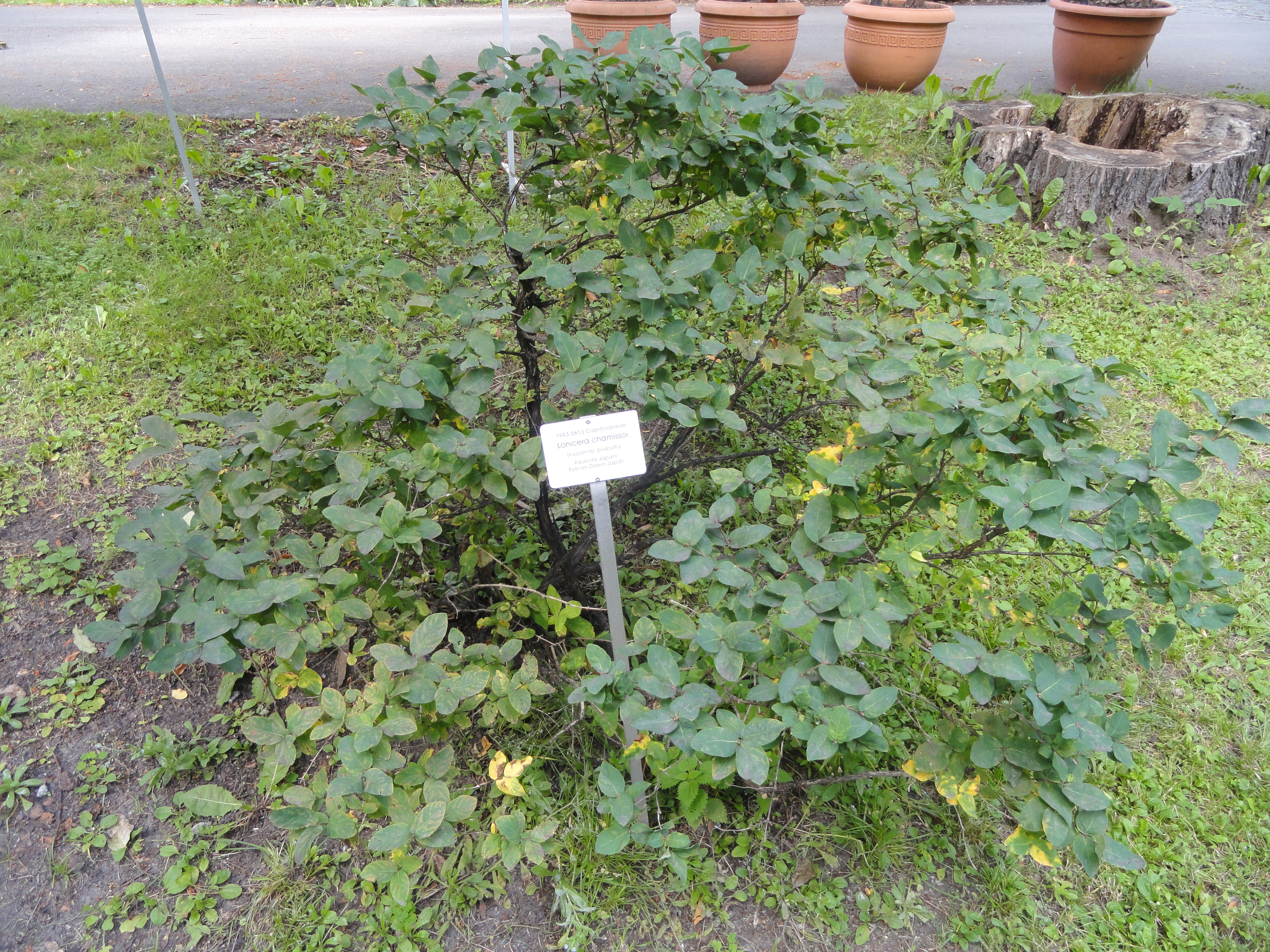
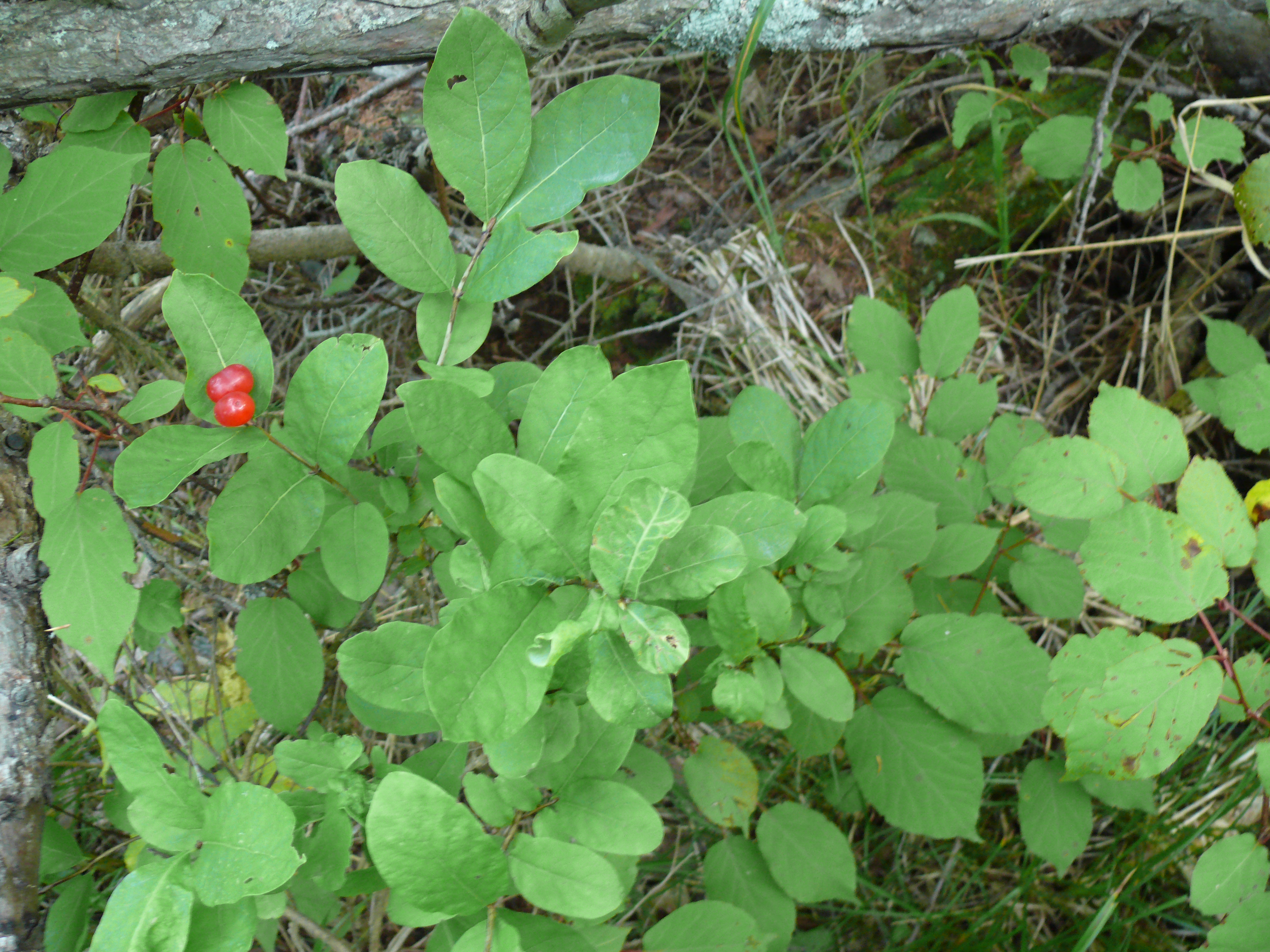
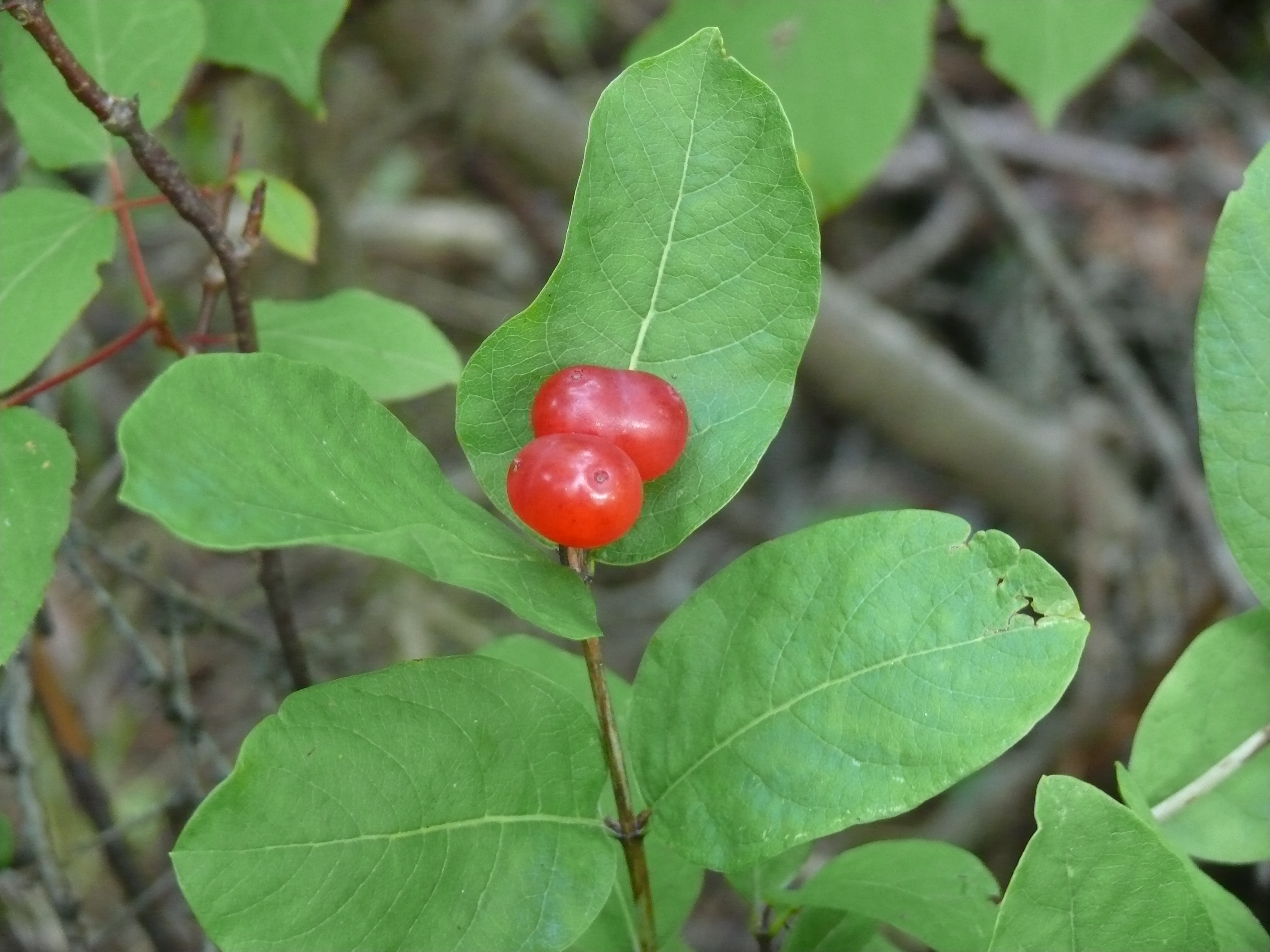
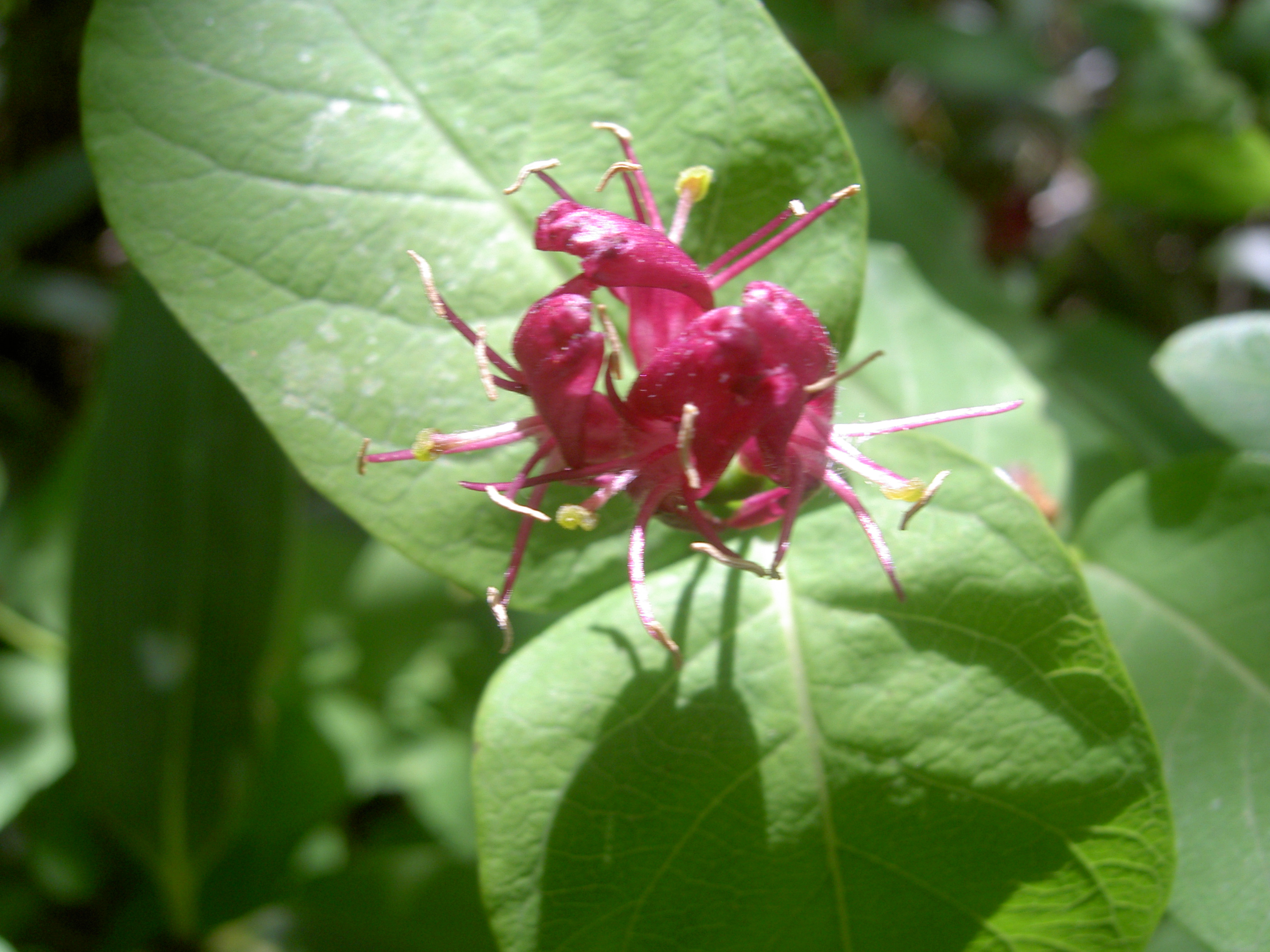